# Tempête subtropicale Nicole (2004)
Pour l’article homonyme, voir Cyclone tropical Nicole.
Nicole est une tempête subtropicale, 15e phénomène cyclonique de la saison 2004. C'est la deuxième utilisation du nom de Nicole pour un phénomène cyclonique, mais c'est la première fois, depuis une décision prise en 2002 par le NHC, qu'une tempête subtropicale reçoit un nom.

## Évolution météorologique
Nicole s'est organisé en tempête subtropicale le 10 octobre, à l'ouest des Bermudes, qui ont reçu quelques averses avant que le phénomène ne se dirige vers le Nord-Est. À la fin d'une trajectoire sinueuse au-dessus des eaux de l'Océan Atlantique, Nicole est déclassée le 11 octobre en tempête extratropicale au sud de la Nouvelle-Écosse.

## Bilan
Bien qu'elle ait menacé quelques heures les îles des Bermudes, Nicole n'a apporté que des précipitations modérées. Sa fusion avec un autre système dépressionnaire au large du Canada a aussi entraîné de fortes pluies dans les Provinces Maritimes.